# Lupfig
Lupfig es una comuna suiza del cantón de Argovia, situada en el Distrito de Brugg. Limita al norte con la comuna de Hausen, al este con Mülligen, al sureste con Birrhard, al sur con Birr, al suroeste con Holderbank, y al oeste con Scherz y Möriken-Wildegg.

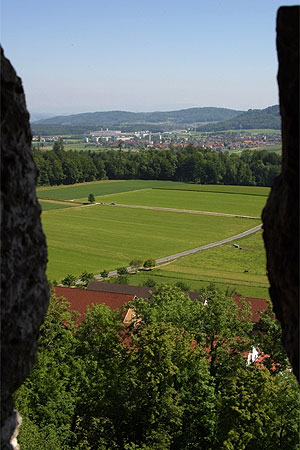
Vista de Lupfig.